# Herbert Richmond

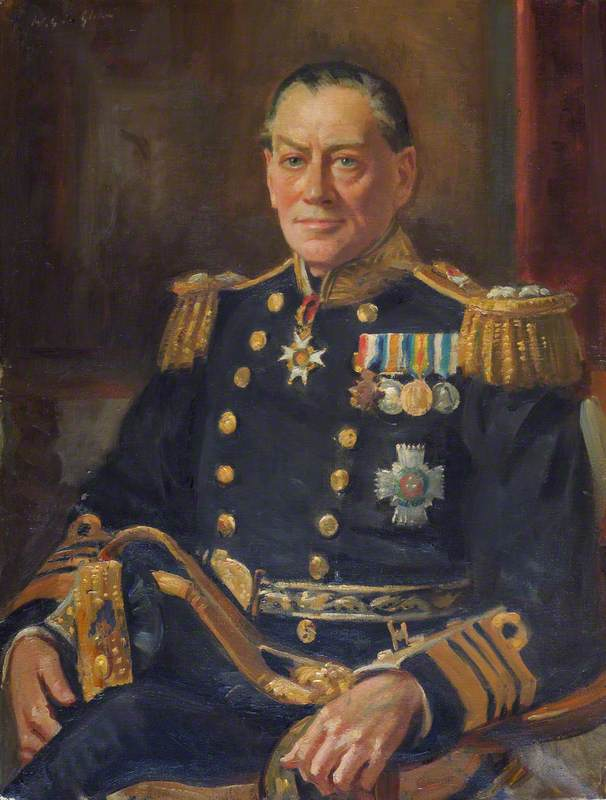
Herbert Richmond, Gemälde von Wilfrid de Glehn (1942)

Sir Herbert William Richmond (* 15. September 1871 in Hammersmith; † 15. Dezember 1946 in Cambridge) war ein britischer Admiral, Marinehistoriker und Marinestratege.

## Leben
Er war der Sohn des Malers und Professors in Oxford William Blake Richmond. Richmond war ab 1885 in der Royal Navy und machte dort schnell Karriere. Zunächst war er in Australien stationiert und im Hydrographischen Dienst und ab 1897 Torpedooffizier. 1897 bis 1898 war er auf der Empress of India, 1899 auf der Ramillies und 1899 bis 1900 auf der Canopus. 1900 bis 1903 war er auf dem Flaggschiff der Kanalflotte Majestic und 1903 wurde er Fregattenkapitän (Commander) und erster Offizier auf der HMS Crescent, das Flaggschiff am Kap der Guten Hoffnung war. 1906 bis 1908 war er bei der Britischen Admiralität und kurze Zeit Assistent von Admiral Fisher. Nach der Beförderung zum Kapitän kommandierte er 1909 bis 1911 die Dreadnought und 1911 bis 1912 die Torpedoboot-Trainingsschiffe Furious und Vindictive. 1913 bis 1915 war er Assistant Director of Operations im Marinestab und 1915 Liaison-Offizier zur italienischen Marine. 1916 bis 1917 war er Kapitän der Commonwealth, die Teil des Schutzes der Themsemündung war, und 1916 bis 1917 der Conqueror in der Grand Fleet. 1918 war er im Stabsdienst und 1919 kommandierte er die Erin. 1920 wurde er Rear Admiral und Leiter der Offiziersausbildung am Royal Naval College in Greenwich (London) (1922 gleichzeitig Direktor des College) und 1923 bis 1925 war er Oberbefehlshaber der East Indies Station. Danach war er der erste Leiter des Imperial Defence College. 1929 wurde er Admiral, war Präsident der  International Conference on the Safety of Life at Sea und ging 1931 in den Ruhestand. 1934 wurde er Vere Harmsworth Professor of Imperial and Naval History an der Universität Cambridge und 1936 Master des Downing College der Universität. 1943 gab er die Ford Lectures in English History in Oxford (Titel: Statesmen and sea power).
Er hatte sich schon vor dem Ersten Weltkrieg mit Marinegeschichte beschäftigt, angeregt durch Julian Corbett, und 1914 ein Buch über die Marine im Österreichischen Erbfolgekrieg vollendet, das aber erst 1920 erschien. 1931 folgte ein Buch über die Royal Navy in Indien.
Er war 1912 einer der Gründer des Naval Review, um neuen Ideen in der Royal Navy einen Veröffentlichungsort zu geben. Richmond galt zwar in der Royal Navy als einer der fähigsten Offiziere, seiner Karriere nicht förderlich war jedoch seine allgemein bekannte Neigung, höhergestellten Offizieren ungefragt Ratschläge zu urteilen.
1926 wurde er KCB. 1937 wurde er zum Mitglied der British Academy gewählt.

## Schriften
- Herausgeber: Papers relating to the Loss of Minorca, Navy Records Society, Nr. 42, 1913
- Herausgeber: The Private Papers of George, 2nd Earl Spencer, Band 3,4, Navy Records Society, Nr. 58, 59, 1924
- The Navy in the War of 1739-48, 3 Bände, Cambridge University Press 1920
- The Navy in India, London: E. Benn 1931
- The Navy as an instrument of policy, 1558-1727 (Herausgeber E. A. Hughes), 1953
- National policy and naval strength and other essays, 1928, 1934
- Imperial defence and capture at sea in war, London: Hutchinson 1931
- Economy and naval security; a plea for the examination of the problem of the reduction in the cost of naval armaments on the lines of strategy and policy, London: E. Benn 1931
- Naval Warfare, London: E. Benn 1930
- Sea power in the modern world, London: G. Bell 1934
- National policy & naval strength, XVIth to XXth century, Oxford UP 1923
- British strategy, military & economic; a historical review and its contemporary lessons, Cambridge University Press 1941
- The invasion of Britain; an account of plans, attempts & counter-measures from 1586 to 1918, London: Methuen 1941
- Statesmen and Sea Power, Clarendon Press 1946 (Ford Lectures)